# Abrahadabra
Abrahadabra es una palabra que apareció principalmente en El libro de la ley, el principal texto sagrado de Thelema. Su autor, Aleister Crowley, la describe como “La Palabra del Eón, que significaba La Obra Maestra completada. Esto se debe a que creía que al haberse escrito Liber Legis (otro nombre para “El libro de la ley”) proclamaba un nuevo Eón para la humanidad que sería reinada por el dios Heru-ra-ha (una forma de Horus). Abrahadabra es, debido a eso, la “Fórmula Mágica” de esta nueva era. No hay que confundirse con la Palabra de la Ley del Eón, la cual es “Thelema”, significando Voluntad.

## Descripción
Crowley remplazó la C en Abracadabra con una H, la cual está ligada al Aliento y la Vida en el ritual Neófito de la Orden Hermética de la Aurora Dorada, al igual que al dios Horus. Aleister Crowley ha tomado el lugar de Horus o el official Hierus en el ritual Neófito de la Aurora Dorada, lo que significa que él personalmente dio la respuesta explicando el significado de la letra H.
Crowley explica en su ensayo “Gematria” que cambió la palabra “magick” para incluir también la ‘H’ debido a métodos cabalísticos. Él parece decir que esto pasó antes de su junta con Oscar Eckenstein, uno de sus maestros, en enero de 1901. En la junta, Eckenstein ordenó a Crowley, poner la magia a un lado por el momento, y practicar meditación o concentración. En “Gematria”, Crowley dice que tomó gran interés en Abrahadabra, y su número cabalístico 418, en el momento en el que alguien le ordenó que “abandonara el estudio de la magia y el Cábala”. En el Libro de Thoth, Crowley se refiere a “Abrahadabra” como una ‘clave’ de la Obra Maestra.
La palabra “Abrahadabra” aparece repetidamente en la invocación de Horus en 1904, que precedía la publicación de “Liber Legis” y guío a encontrar Thelema. También aparece en un diario de mayo de 1901 donde Crowley publicó “El Equinoccio”.
El ensayo “Gematria” otorga versiones hindúes, cristianas y “no-sectarias”, del problema que Crowley intentaba resolver con la palabra magick. Él también da un equivalente cabalístico por cada fraseo, y una breve respuesta simbólica para cada uno. La versión “no-sectaria” redacta, “Yo soy el cuadrado finito; Yo deseo ser uno con el círculo infinito.” Su equivalente refiere a “La Cruz de Extensión” y “la infinita Rosa”. La explicación numerológica del ABRAHADABRA, según Crowley, se enfoca principalmente en esta última formulación y la respuesta de ello.
Abrahadabra es referida también como “La Palabra de Doble Poder”. Más específicamente, representa la unión del microcosmos con el macrocosmos—representada por el pentagrama y el hexagrama, la rosa y la cruz, el círculo y el cuadrado, el 5 y el 6, etcétera.—también llamado la obtención del Conocimiento y la Conversación del propio Sagrado Ángel Guardián. En “Comentarios” (1996), Crowley dice que la palabra es un símbolo del “Establecimiento del pilar o el falo del Macrocosmo… en el vacío del Microcosmos.”

## Interpretaciones Místicas

### Gematria
Como con la mayoría de las cosas encontradas en las obras místicas de Aleister Crowley, la palabra Abrahadabra puede ser examinada usando el método cabalístico de la Gematría, la cual es una forma de numerología, donde las correspondencias son hechas basadas en valores numéricos.
- ABRAHADABRA =418
- ABRAHADABRA tiene 11 letras
- ABRAHADABRA = 1+2+2+1+5+1+4+1+2+2+1 = 22
- Las cinco letras en la palabra son: A, La corona; B, La Varita; D, La copa; H, La espada; R, la Rosacruz; y refiere después a Amoun el Padre, Thot su mensajero, e Isis,Horus, Osiris, la tríada humana.
- También 418 = ATh IAV, La esencia de IAO, traducida del hebreo como “Tú eres IAO”
- 418= BVLShKIN o Boleskine
- 418= RA HVVR, o Ra Hoor
- 418= הרו-רא-הא, deletreo hebreo de Heru-Ra-Ha
- 418= ΑΙϜΑΣΣ, deletreo griego de Aiwass
- 418= La suma de todos los enteros entre 12 y 31 inclusive.
- Abrahadabra es de Abraxas, Padre Sol, el cual = 365[8]
- 418 = 22 x 19 Manifestación

### Otras interpretaciones
En arameo esta palabra es forzadamente traducida a “Crearé mientras hablo”.
- ”Had” es la palabra clave de Abrahadabre. Had es otro nombre para Hadit, el segundo hablador en el “Liber Legis” (“El libro de la ley”).
- ”ABRAHADABRA es “La llave de los rituales” porque expresa la Fórmula Mágica de unir varias ideas complementarias; especialmente las cinco del Microcosmos con las seis del Macrocosmos."[9]
- " Abrahadabra es el glifo de la mezcla del 5 y el 6, la rosa y la cruz."[9]

## Citas de Liber Legis
- "Abrahadabra; la recompensa de Ra Hoor Khut." (AL III:1)
- " Este libro será traducido a todas las lenguas: pero siempre con el original en la escritura de la Bestia, pues es el producto imprevisto de las letras y su posición entre sí: hay misterios que ninguna Bestia adivinará. Que no traten de probar: pero vino uno después de él, donde yo no digo, que descubrirá la clave de todo. Entonces esta línea dibujada es una llave: entonces este círculo cuadrado en su fracaso es también una clave. Y Abrahadabra. Será su hijo y que extrañamente. Que no busquen esto, porque lo que por sí solo puede no caiga de ella ". (AL III:47)
- ”El final de las palabras es la Palabra Abrahadabra.”(AL III:75)